# The Glassheart Tour
The Glassheart Tour es la segunda gira promocional de la cantante inglesa Leona Lewis, que contiene canciones de su tercer álbum de estudio Glassheart (2012), además de incluir éxitos de sus dos primeros álbumes; Spirit (2007) y Echo (2009). La gira comenzó el 15 de abril de 2013 en Berlín, Alemania y finalizó el 18 de mayo de 2013 en Plymouth, Inglaterra.

## Antecedentes y desarrollo
Lewis lanzó su tercer álbum de estudio Glassheart el 12 de octubre de 2012, casi un año después de la fecha de lanzamiento original en noviembre de 2011. El álbum había sido conceptualizado en julio de 2010, tras la finalización de su primera gira, The Labyrinth. El título del álbum "Glassheart" fue inspirado por una conversación que tuvo con Ryan Tedder. Durante la conversación Tedder le preguntó a Lewis acerca de sus experiencias en el pasado con el amor y la vida en general. La respuesta de Lewis le llevó a la palabra "Glassheart." Durante una entrevista con Clyde 1 radio, Lewis dijo que "Glassheart representa proteger su corazón, usted y la protección de sus emociones, es muy conmovedor". El 8 de octubre de 2012, una semana antes del lanzamiento del álbum en Reino Unido, Lewis anunció su gira de apoyo del mismo nombre. La gira lleva el nombre del álbum, y aunque Lewis dijo que no es una gran fan de Kanye West, comentó que se inspiró en sus actuaciones en el escenario, ya que el aparece en el escenario solo y simplemente "hace lo suyo".
Durante una entrevista con Digital Spy, Lewis dijo a Tom Eames que Glassheart tiene un tema recurrente de "dos amantes que no pueden estar juntos", por lo que era probable que esta idea se presentaría en la gira. Lewis también citó a William Shakespeare como otra fuente de inspiración. Ella pasó tres días ensayando para la final de la gira en el Centro de Bebo en Purfleet, Essex (Reino Unido). La gira Glassheart tenía previsto visitar veintiún lugares a través de Alemania y el Reino Unido. Se esperaba que la gira comenzaría el 15 de abril en Berlín. La lista se había expandido de dieciséis a veinte y dos para incluir cinco fechas en Alemania. Al hablar sobre gira, Lewis dijo: "No puedo esperar para salir y disfrutar de mis nuevas canciones. Me divertí mucho en mi última gira y estoy muy emocionada de hacerlo de nuevo el próximo año". Barclaycard organizó un concurso que dio a los aficionados la oportunidad de ganar boletos a la fecha del 6 de mayo en el National Indoor Arena de Birmingham.

## Repertorio
1. «Come Alive»
2. «Fireflies»
3. «A Moment Like This» (Acoustic Version)
4. «Collide»
5. «Forgive Me»
6. «Better in Time» (contiene elementos de «Man Down»)
7. «Happy»
8. «Sugar»
9. «I to You»
10. «Broken»
11. «Trouble»
12. «Locked Out of Heaven» (cover de Bruno Mars)
13. «Footprints in the Sand»
14. «The First Time Ever I Saw Your Face» (cover de Roberta Flack)
15. «Bleeding Love»
16. «Glassheart»
17. «Run» (cover de Snow Patrol)

Fuente:

## Fechas
| Ciudad             | País        | Fecha               | Recinto                       |
| ------------------ | ----------- | ------------------- | ----------------------------- |
| Europa             |             |                     |                               |
| Berlín             | Alemania    | 15 de abril de 2013 | Tempodrom                     |
| Fráncfort del Meno | Alemania    | 16 de abril de 2013 | Jahrhunderthalle              |
| Dusseldorf         | Alemania    | 18 de abril de 2013 | Mitsubishi Electric Halle     |
| Hamburgo           | Alemania    | 19 de abril de 2013 | Congress Center Hamburg       |
| Múnich             | Alemania    | 21 de abril de 2013 | Philharmonie                  |
| Lucerna            | Suiza       | 22 de abril de 2013 | KKL                           |
| Glasgow            | Reino Unido | 26 de abril de 2013 | Clyde Auditorium              |
| Edimburgo          | Reino Unido | 27 de abril de 2013 | Edinburgh Playhouse           |
| Ipswich            | Reino Unido | 29 de abril de 2013 | Regent                        |
| Nottingham         | Reino Unido | 30 de abril de 2013 | Nottingham Royal Concert Hall |
| Newcastle          | Reino Unido | 2 de mayo de 2013   | Newcastle City Hall           |
| Sheffield          | Reino Unido | 3 de mayo de 2013   | Sheffield City Hall           |
| Brighton           | Reino Unido | 5 de mayo de 2013   | Brighton Centre               |
| Birmingham         | Reino Unido | 6 de mayo de 2013   | National Indoor Arena         |
| Londres            | Reino Unido | 8 de mayo de 2013   | Royal Albert Hall             |
| Londres            | Reino Unido | 9 de mayo de 2013   | Royal Albert Hall             |
| Oxford             | Reino Unido | 11 de mayo de 2013  | New Theatre Oxford            |
| Cardiff            | Reino Unido | 12 de mayo de 2013  | Motorpoint Arena Cardiff      |
| Manchester         | Reino Unido | 14 de mayo de 2013  | Manchester Apollo             |
| Liverpool          | Reino Unido | 15 de mayo de 2013  | Echo Arena                    |
| Bournemouth        | Reino Unido | 17 de mayo de 2013  | International Centre          |
| Plymouth           | Reino Unido | 18 de mayo de 2013  | Plymouth Pavilions            |

## Recepción de la crítica

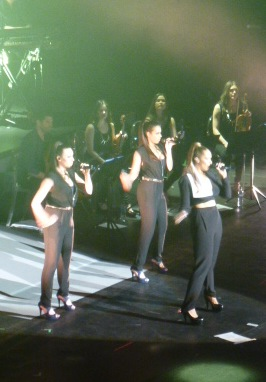
Leona Lewis durante la gira, intérpretando la canción, «Better in Time».

Elizabeth Joyce de Express & Star, dijo que aunque Lewis no era como sus contemporáneas: Lady Gaga o Katy Perry, "nadie puede llegar a las mínimas o máximas notas vocales suaves que ella hace". Joyce elogió el concierto por mostrar la mejor capacidad vocal de Lewis. Centrándose principalmente en las canciones de Spirit (2007) y Glassheart (2012), el concierto fue en gran parte sobre música acústica con una banda y un cuarteto de cuerdas. En particular Joyce elogió las actuaciones de Lewis en «First Time Ever I Saw Your Face» y «Bleeding Love», que le valió una ovación de pie, además de la "nota perfecta" en su versión de «Run». Katherine Hollisey-McLean de Brighton Herald acordó en gran medida, comentando que si alguien esperaba que Lewis estuviese "cantando a todo pulmón una canción tras otra" tenían razón. Hollisey-McLean elogió las decisiones para cambiar los arreglos de canciones, por ejemplo añadiendo ritmos de reggae en «Better in Time» y la realización de la versión acústica de «Trouble». Terminó diciendo que la voz de Lewis era "impecable" y que su presencia en el escenario y la confianza ha mejorado enormemente en los últimos siete años.
Malcolm Jack de The Guardian, estaba menos impresionado. Afirmó que cuando Lewis trató de diversificar el espectáculo bailando o cambiando los arreglos, se arriesgaba a convertirse en la diva de la música pop británica que uno se olvida. Jack dijo que durante una "rutina de baile atrevido" para «Forgive Me» Lewis quedó como un "presupuesto de Beyoncé", mientras que en «Better in Time» viene a ser como un "precio razonable de Rihanna". Jack concluyó diciendo que el espectáculo estaba en la necesidad de una inyección de "adrenalina". En la escritura para el Nottingham Post, Paul Hindle estuvo de acuerdo, diciendo que cuando el ritmo aumentó y la coreografía que introdujo a "Lewis miró cariñosamente incómoda", sin embargo, Hindle fue positivo acerca de la voz de Lewis, llamándola interpretación vocal "virtuosa". Llegó a la conclusión de que su "interpretación fue fascinante" y que en el momento de «Run» fue culminante en el concierto, y que los fanes no debieron haber quedado decepcionados.